# INRI
Pour les articles homonymes, voir INRI (homonymie).

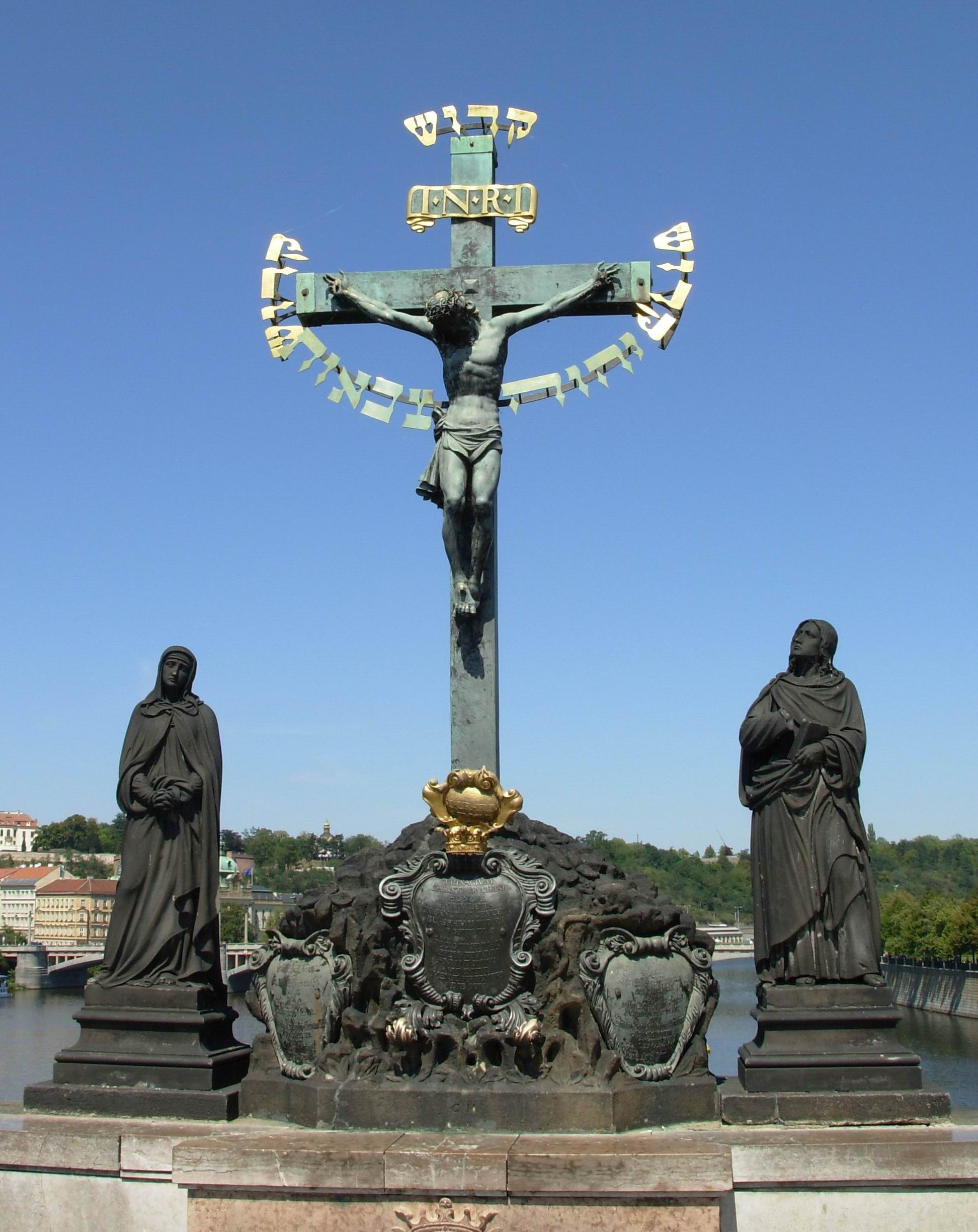
Scène de la Crucifixion, la croix étant surmontée de l'inscription INRI (pont Charles de Prague).

INRI serait le sigle, dit Titulus Crucis, de l'expression latine Iesvs Nazarenvs, Rex Ivdæorvm généralement traduit par : « Jésus le Nazaréen, roi des Judéens » ou « Jésus de Nazareth, roi des Juifs ».
Dans l'Évangile selon Jean, Ponce Pilate, préfet de Judée, fait placer cette inscription sur la croix où Jésus est crucifié. L'acronyme INRI, très répandu dans les représentations artistiques de la crucifixion, fait directement référence au récit de cet évangile.
On retrouve cet épisode de la Passion dans les trois autres évangiles canoniques, avec des variations de l'expression utilisée. 

## Sources évangéliques
L'acronyme « INRI », qui reprend le verset de l'Évangile selon Jean (cf. plus bas), apparaît à une date indéterminée. Sa première trace archéologique date du IVe siècle avec l'inscription conservée à Rome, à la basilique Sainte-Croix-de-Jérusalem. Le titulus crucis reprend pour l'Église catholique l'inscription qui se trouvait sur la croix de Jésus, dans sa formulation en latin. Les Églises orthodoxes reprennent l'acronyme INBI pour les Grecs et INЦI pour ceux des Slaves qui écrivent en cyrillique. Elle figure sur quasiment toutes les représentations de la Crucifixion.
La phrase sur le titulus aurait été inscrite par les Romains sur la croix de Crucifixion de Jésus de Nazareth, condamné à mort par le préfet de Judée Ponce Pilate (voir Passion du Christ).
Ce titulus provient de la version de l'Évangile selon Jean : « Pilate fit graver une inscription, qu'il plaça sur la croix, et qui était ainsi conçue : Jésus le Nazaréen, roi des Judéens ». Auparavant, elle était « Roi des Judéens » dans l'Évangile selon Marc, puis « Jésus roi des Judéens » dans l'Évangile selon Matthieu et « Celui-ci est le roi des Judéens » dans l'Évangile selon Luc. L’Évangile attribué à Jean précise que l'inscription était en trois langues : en hébreu, en grec et en latin. Les initiales INRI correspondent à la formule de l'Évangile selon Jean écrite en latin. Ce même évangile est le seul à mentionner que cette inscription fut critiquée : « Les principaux sacrificateurs des Judéens dirent à Pilate : « N'écris pas : Roi des Judéens. Mais écris qu'il a dit : Je suis le roi des Judéens. » Pilate répondit : « Ce que j'ai écrit, je l'ai écrit. » »

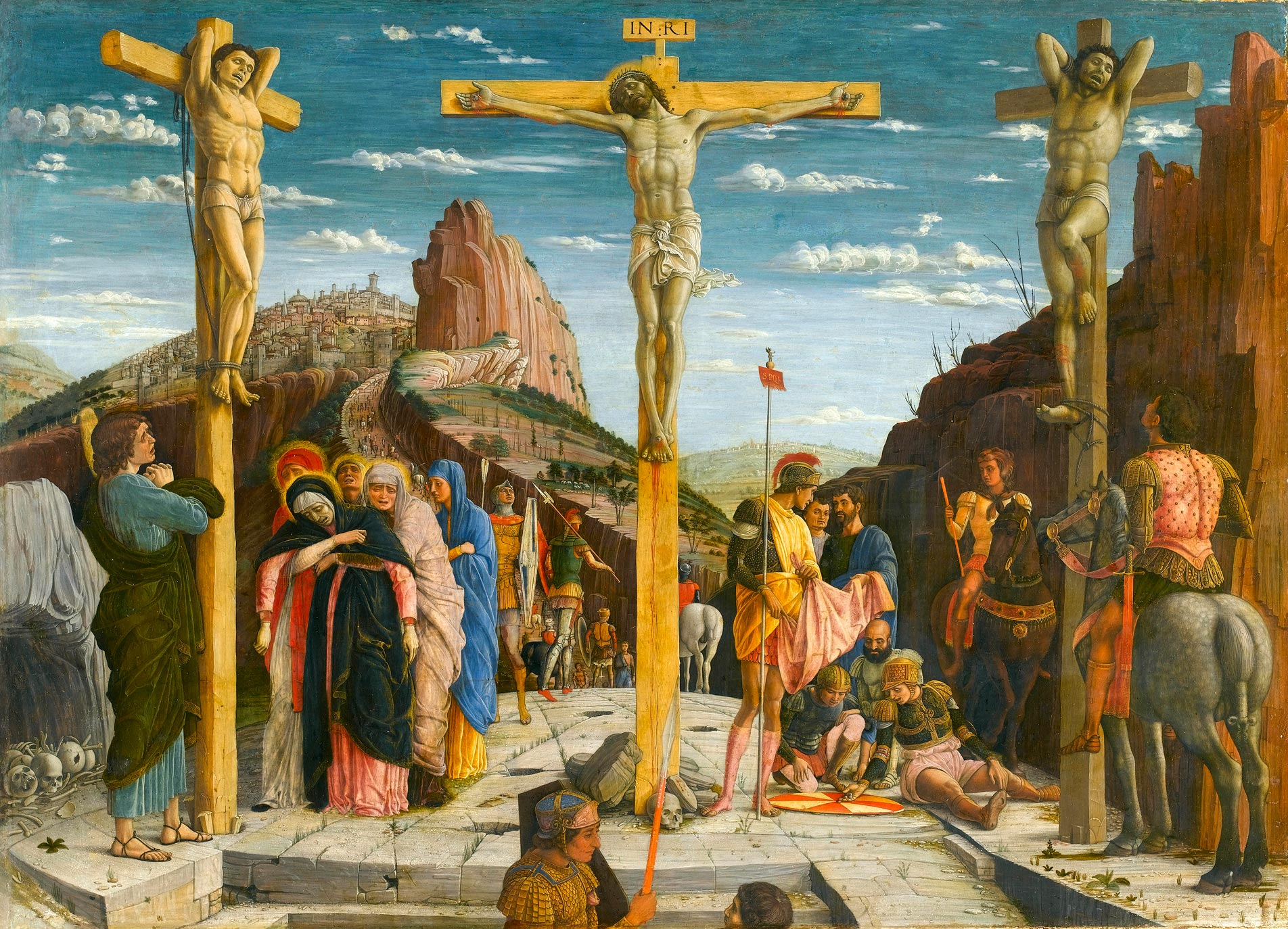
Crucifixion, tableau d'Andrea Mantegna, issu du Retable de San Zeno, vers 1560.

Cet écriteau ne représentait dès lors que l'acte d'accusation ou motif de condamnation de Jésus, exécuté en tant que criminel politique, d'où sa présence sur la croix. Le texte raconte que, par cette phrase, les Romains voulaient railler celui qui se proclamait le Messie. Ils l'ont couronné à leur manière, avec une couronne d'épines.
Plusieurs écrits de Pères de l'Église ainsi que les Évangiles synoptiques indiquent dans plusieurs passages que Jésus serait le descendant direct du roi David, et qu'ainsi l'expression « roi des Judéens » désignerait sans ironie son hérédité. L'évangile selon Jean, dont une des premières couches de rédaction est probablement très proche des Samaritains[réf. nécessaire], insiste sur sa qualité de « fils de Joseph », en référence aux prédictions qui parlaient de la venue de deux Messies successifs, le premier « le Messie fils de Joseph qui serait vaincu à Jérusalem » et le second « fils de David » qui serait vainqueur. Plusieurs généalogies de Jésus que l'on retrouve dans les écrits de pères de l'Église et dans les évangiles de l'enfance ajoutés[réf. nécessaire] au début des Évangiles de saint Matthieu et de saint Luc cherchent à démontrer que Joseph descendrait du roi David. Toutefois, la plupart de ces généalogies semblent incompatibles entre elles et tous les efforts pour les harmoniser ont échoué. Par ailleurs, Jésus, comme son cousin Jean le Baptiste, aurait aussi été d'ascendance royale par sa mère.
Cet ensemble d'éléments semble montrer que Jésus a été considéré comme pouvant prétendre à la royauté par au moins certains mouvements juifs.